# Bombardier Dash 8
Bombardier DHC 8/Q Series — канадський двомоторний турбогвинтовий пасажирський літак для ліній ближньої та середньої дальності, розроблений у 1984 році та випускався канадською авіабудівною компанією de Havilland Canada до 1992 року. З 1992 року і до нашого часу виробляється канадською компанією Bombardier Aerospace. З 1996 року літак має позначення Q-Series.

## Льотно-технічні характеристики
|                                                         | Q200           | Q300           | Q400           |
| ------------------------------------------------------- | -------------- | -------------- | -------------- |
| Початок експлуатації                                    | 1995           | 1989           | 2000           |
| Технічні характеристики                                 |                |                |                |
| Екіпаж                                                  | 2 пілоти       | 2 пілоти       | 2 пілоти       |
| Типова пасажиромісткість                                | 37 (один клас) | 50 (один клас) | 70 (один клас) |
| Пасажиромісткість                                       | 37-39          | 50-56          | 50-90          |
| Довжина                                                 | 22,25 м        | 25,68 м        | 32,81 м        |
| Висота                                                  | 7,49 м         | 7,49 м         | 8,3 м          |
| Діаметр фюзеляжу                                        | 2,69 м         | 2,69 м         | 2,69 м         |
| Розмах крила                                            | 25,89 м        | 27,43 м        | 28,4 м         |
| Площа крила                                             | 54,4 м²        | 56,2 м²        | 63,1 м²        |
| Маса спорядженого                                       | 10483 кг       | 11791 кг       | 17185 кг       |
| Маса літака без палива                                  | 14696 кг       | 17917 кг       | 25855 кг       |
| Максимальна злітна маса                                 | 16466 кг       | 19505 кг       | 29257 кг       |
| Максимальна посадкова маса                              | 15649 кг       | 19051 кг       | 28009 кг       |
| Маса комерційного навантаження із повним запасом палива | 3407 кг        | 5138 кг        | 8670 кг        |
| Запас палива                                            | 3160 л         | 3160 л         | 6526 л         |
| Двигуни                                                 | 2× PW123C/D    | 2× PW123B      | 2× PW150A      |
| Габарити пасажирського салону                           |                |                |                |
| Максимальна ширина салону                               | 2,03 м         | 2,03 м         | 2,03 м         |
| Довжина салону                                          | 9,1 м          | 12,6 м         | 18,8 м         |
| Льотні характеристики                                   |                |                |                |
| Крейсерська швидкість                                   | 537 км/год     | 528 км/год     | 556 км/год     |
| Практична дальність з типовим комерційним навантаженням | 1713 км        | 1558 км        | 2040 км        |
| Практична дальність з LR баками                         | н/д            | 2034 км        | 2522 км        |
| Довжина розбігу з максимальною злітною масою            | 1000 м         | 1178 м         | 1402 м         |
| Практична стеля                                         | 7620 м         | 7620 м         | 8230 м         |